# Thiên nga hoang dã
"Thiên nga hoang dã" (tiếng Đan Mạch: De vilde svaner) là một truyện cổ tích do tác giả Hans Christian Andersen phát hành tại København vào năm 1838.

## Lịch sử
Thiên nga hoang dã vốn nằm trong hợp tuyển Đồng thoại (Eventyr, fortalte for Børn. Ny Samling. Første Hefte) mà tác gia Hans Christian Andersen công bố ngày 02 tháng 10 năm 1838 tại København.
Tác phẩm này hầu như ngay lập tức được nhiều tác gia đương thời chuyển soạn thành những phiên bản khác nhau. Và trong hai thế kỷ tiếp theo, Thiên nga hoang dã thực sự trở thành một trong những truyện Andersen được chuyển thể nhiều nhất với sự phong phú rõ rệt về loại hình.

## Nội dung
1. Dệt tầm ma
- Vương hậu quá cố để lại mười một vương tử và một công chúa.
- Quốc vương tục huyền với một phu nhân biết làm thuật phù thủy.
- Bà hậu kế vì tị hiềm mà hóa các con thành thiên nga, chỉ được hoàn người khi đêm buông.
- Công chúa Elisa 15 tuổi có lòng bao dung nên thoát nạn, được các anh đưa tới một nơi an toàn.
- Các bà tiên dạy Elisa đan áo sợi tầm ma để cứu anh, nhưng dặn cấm được nói tới khi xong việc.

2. Lên giàn hỏa
- Một hôm vua lân quốc đi săn, thấy Elisa thì thốt mê, bèn ngỏ lời cầu hôn, song nàng chỉ gật đầu.
- Đức vua rước Elisa về định cung lập hậu, nhưng đức giám mục kinh hãi trước hành tung kì bí của nàng.
- Bất chấp các thánh tượng lắc đầu, vị giám phục rao truyền Elisa là phù thủy, có giao kết với ác quỷ.
- Rốt cuộc đức vua phải đem Elisa ra pháp trường. Lúc bị chở đi, nàng vẫn câm lặng mà đan áo.

3. Phép nhiệm mầu
- Bầy thiên nga đón biết Elisa phải nạn, bèn đuổi theo xe tù.
- Dân chúng hò nhau tranh cướp áo định xé, vì cho là điềm gở.
- Khi lửa bén quanh thân, Elisa bèn tung áo lên không trung.
- Bầy thiên nga bèn đỡ lấy áo và hiện thành các vương tử.
- Vương tử út đành chừa lại một cánh vì Elisa còn đan thiếu.
- Elisa kiệt sức lịm đi, thì bỗng củi dưới cọc tắt lửa đơm hoa.
- Đức vua bèn ngắt một đóa hoa trắng gài lên ngực nàng Elisa.
- Bấy giờ Elisa hồi tỉnh, bèn cùng vua cử hành hôn lễ linh đình.

|  |  |  |  |  |  |  |

## Thi pháp

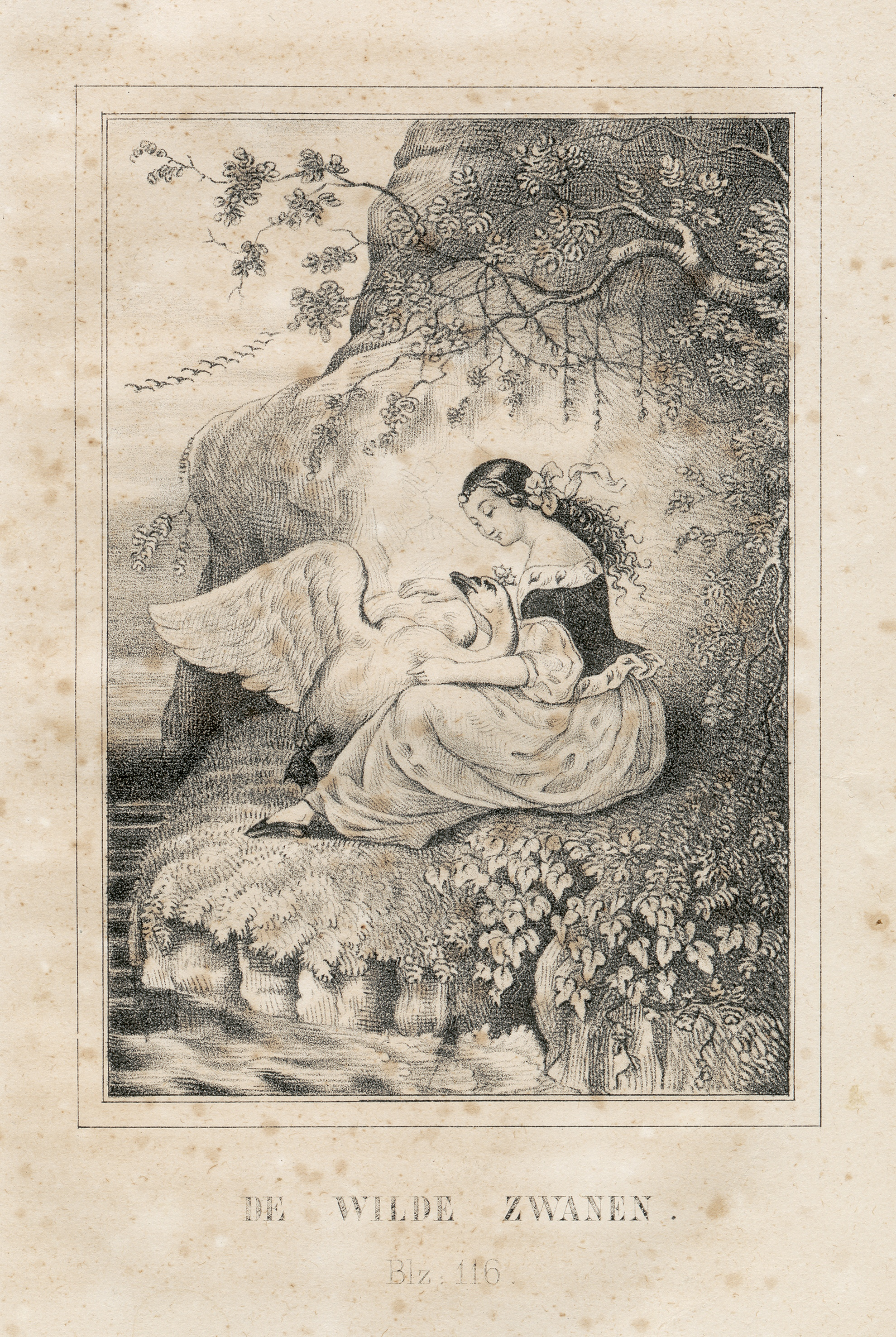
Theo quan niệm Âu châu trung đại, thiên nga trắng tượng trưng cho tuổi trẻ hoặc tính khí trẻ thơ, trong khi chiếc áo tầm ma ẩn dụ nguyên lý hãm mình trong đạo đức Công giáo.

Theo khảo dị, hình tượng anh em thiên nga có thể coi là sự thừa kế truyền thống văn chương Tây Âu khá lâu đời, đấy là những trứ tác kị sĩ thiên nga. Tuy nhiên, ở bản truyện Thiên nga hoang dã, tác gia Hans Christian Andersen đã tường trình tương đối rõ một hiện tượng xã hội phổ biến Âu châu tiền phục hưng, đó là nạn săn phù thủy dẫn tới đồ sát nhiều người vô tội, sự kiện mà học giới và nghệ sĩ Âu châu cận đại thường coi là nỗi hổ thẹn trong truyền thống văn hiến của mình.

## Bản dịch
Tại Việt Nam, ngay từ đầu thế kỷ 20, độc giả đã được tiếp cận truyện Thiên nga hoang dã qua các dịch phẩm từ tiếng Pháp. Sang tới thập niên 1980, bản truyện tiếng Pháp được dịch nguyên vẹn sang tiếng Việt dưới nhan đề Bầy chim thiên nga và nằm trong sách giáo khoa Truyện đọc lớp 4, do Nhà xuất bản Giáo Dục ấn hành.
- Mười hai anh em
- Sáu con thiên nga
- Mười hai con vịt hoang
- Bảy con quạ
- Udea và bảy anh em
- Thiên nga phiêu bạt